# Telecanal
Telecanal (dérivé de Red de Telecanal son nom d'origine) est une chaîne de télévision privée chilienne.

## Émissions

### Actuels
- Click, la máquina de la diversión (Telecanal) (enfants), présenté par Faryde Kaid.
- NCIS : Enquêtes spéciales (CBS 2003 - en production) (sérié), avec Mark Harmon, Michael Weatherly, Sean Murray, Pauley Perrette et Cote de Pablo.
- Teleclip (Telecanal) (vidéo-clips), présenté par María Fernanda García-Huidobro.
- Teletiempo (Telecanal) (météorologie), présenté par Rocío Peralta et Janis Pope.
- Lo que callamos las mujeres (TV Azteca 2003 - en production) (série) (2009 - présent).
- Es tan Raven (That's So Raven) (Disney Channel 2003 - 2007) (série) (2011 - présent), avec Raven-Symoné, Kyle Massey, Anneliese van der Pol et Orlando Brown.
- Pinky Dinky Doo (Sesame Workshop 2006 - 2009) (série).
- Barney y sus amigos (Barney and Friends) (HIT Entertainment 1992 - en production) (série).
- The Dead Zone (USA Network 2002 - 2007) (série) (2010 - présent), avec Anthony Michael Hall.
- Decisiones (Telemundo 2005 - 2008) (série) (2010 - présent).
- La familia Proud (The Proud Family) (Disney Channel) (série d'animation).
- El Chapulín Colorado (Televisa 1972 - 1979) (série) (2005 - présent), avec Roberto Gómez Bolaños, Carlos Villagrán, Ramón Valdés, Florinda Meza, Rubén Aguirre, Édgar Vivar, Angelines Fernández, Raúl Padilla, Horacio Gómez Bolaños et María Antonieta de las Nieves.
- Cine Prime (cinéma).
- Complete Savages (ABC 2004-2005) (série), avec Keith Carradine. Erik von Detten, Shaun Sipos, Andrew Eiden, Evan Ellingson, Jason Dolley et Vincent Ventresca.
- A las 11 (Telecanal, depuis 2012) (matinale), présenté par Matilda Svensson.
- María Belén (Televisa 2001) (telenovela) (depuis 2013), avec Danna Paola, Nora Salinas, René Laván et Maya Mishalska.
- Top Model USA (America's Next Top Model) (UPN 2003-2006 / The CW 2006-en production) (téléréalité) (2013-présent), présentée par Tyra Banks.
- La vida es un canción (TV Azteca) (série).
- Alma de Hierro (Televisa 2008-2009) (telenovela) (2013-présent), avec Blanca Guerra, Alejandro Camacho, Adamari López, Angélique Boyer, Jorge Poza et Eddy Vilard.
- Dos hogares (Televisa, 2011-2012), (telenovela) (Telecanal, 2013), avec Anahí, Carlos Ponce et Sergio Goyri
- Survivor (CBS, en production) (Telecanal, en production)
- My Wife and Kids (ABC, 2001-2005) (série) (Telecanal, en production)
- Alegrijes y rebujos (Televisa, 2003-2004) (telenovela) (Telecanal, 2013)
- Cómplices al rescate (Televisa, 2002) (telenovela) (Telecanal, 2013)
- Alias (ABC, 2001-2006) (série) (Telecanal, 2013-en production)
- La Ley y el Orden: Unidad de Víctimas Especiales (NBC, 1999 - en production) (série) (Telecanal, en production)
- NT2 (Entretenidos) (Telecanal 2013).

Bientôt

### Finis
- Velo de novia (Televisa 2003-2004) (telenovela) (2012), avec Susana González et Eduardo Santamarina.
- Amigos por siempre (Televisa 2004) (telenovela) (2012).
- El niño que vino del mar (Televisa 2000) (telenovela) (2013).
- El último matrimonio feliz (RCN Televisión 2008 - 2009) (telenovela) (2011 - 2012), avec Alejandra Borrero.
- Toonbox (Telecanal) (magazine), présenté par Matilda Svensson.
- La costeña y el cachaco (RCN Television 2003) (telenovela) (2012), avec Amanda Rosa Pérez, Jorge Enrique Abello et Géraldine Zivic.
- Pasión Morena (TV Azteca 2009 - 2010) (telenovela) (2011 - 2012), avec Paola Núñez, Víctor González Reynoso et Anette Michel.
- Pecados ajenos (Telemundo 2007 - 2008) (telenovela) (2011 - 2012), avec Lorena Rojas, Mauricio Islas, Catherine Siachoque, Sonya Smith, Ariel López Padilla, Lupita Ferrer et Sebastián Ligarde.
- Pobre diabla (TV Azteca 2009 - 2010) (telenovela) (2011), avec Alejandra Lazcano et Cristóbal Lander.
- Pantanal (Rede Manchete 1990) (telenovela), avec Cláudio Marzo, Cristiana Oliveira et Marcos Winter.
- Xica da Silva (Rede Manchete 1996 - 1997) (telenovela), avec Taís Araújo et Victor Wagner.
- Mujer comprada (TV Azteca 2009 - 2010) (telenovela) (2011), avec José Ángel Llamas, Andrea Martí, Bernie Paz et Gabriela Vergara.
- Cocinados (Telecanal 2007-2008) (matinale), présenté par Daniel Valenzuela, Carolina Correa et Paulina Nin de Cardona.

## Slogans
- 2005 - act. : Telecanal, te acompaña ((fr) : Telecanal, vous accompagnent)
- 2009 (Été) : Este verano, veámos tele, veámos Telecanal ((fr) : Cet été, regardons la télé, regarder Telecanal)
- 2011 - act. : Más series, más entretención ((fr) : Plus séries, plus de plaisir)

## Logos

Telecanal (2007-2011)
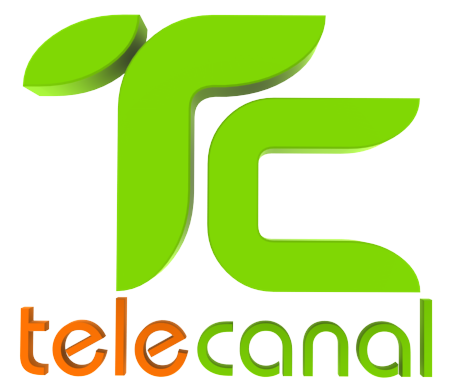
Telecanal (2011-)